# 井上三綱
井上 三綱（いのうえ さんこう、1899年1月15日 - 1981年5月19日）は、日本の画家。元国画会会員。海外の展覧会にも多く作品を出品した。日本と西欧の要素が融合する神秘的な画風で知られる。

## 来歴
福岡県八女郡（現・筑後市）の宝満宮竈門神社の神官の家に生まれた。1916年（大正5年）、福岡県小倉師範学校に入学。在学中に画家を志し、卒業後、郷里で小学校の教諭をしながら制作を続ける。22歳の頃、恩師の勧めで上京。本郷絵画研究所に学んだのち、1923年（大正12年）から同郷の先輩の坂本繁二郎に師事した。
1926年（昭和元年）、酒匂尋常高等小学校（現・小田原市立酒匂小学校）に赴任。同年、第７回帝展（現・日本美術展覧会）に「牛」が初入選。以後7回帝展・新文展に出品した。1930年（昭和5年）、牧雅雄について彫刻も学び、日本美術院展に彫刻作品を2度（第15回、16回）出品した。
1931年（昭和6年）、小田原の芸術家たちとともに相州美術会（現・西相美術協会）を結成。美術展を開催するなど地域の美術の発展にも力を尽くした。
1944年（昭和19年）、造形芸術社から『万葉画集』を刊行。1945年（昭和20年）には「古事記屏風」を制作。その翌年から箱根町の早雲寺に参禅した。
1950年（昭和25年）にイサム・ノグチの訪問を受け、また、ジャパンタイムズ美術記者のエリーゼ・グリリーを知り、制作上の自信を得て同年の第24回展から国画会展に出品した。
1951年（昭和26年）、小田原市入生田（いりうだ）の長興山にアトリエを構え、生涯を終えるまでこの地で過ごす。同年の25回展に「たいくつした牛」「水辺の馬」を出品し、国画会会員に推挙された。
1953年（昭和27年）、第2回日本国際美術展に「農」他１点、1954年（昭和29年）、第1回日本現代美術展に「第一の日」「牛小屋」を出品した。
1955年（昭和30年）、ニューヨークのブルックリン展に前年作の「裸婦群像」「浴後」を出品。1957年（昭和32年）にはサンパウロのビエンナーレ展に「しゃがみかけた牛」と「驚」を出品。また、ニューヨーク近代美術館における国際水彩展にも出品した。イサム・ノグチのほかにロバート・オッペンハイマーやベン・シャーンからもその実力を認められる。
1961年（昭和36年）、国画会を退会し、以後無所属となる。1962年（昭和37年）、筑後市の桑鶴区納骨堂に壁画「天女と手漉和紙作りの図」を描いた。
1974年（昭和49年）、東京セントラル美術館で屏風絵による個展を開催した。国展への出品作に「海辺の牛」（第26回）、「まるまげの女」（第30回）、「はたおり」（第31回）、「働く女」（第34回）などがある。
1981年（昭和56年）1月15日、小田原市の自宅で死去。82歳没。

## 展覧会
- 「井上三綱展 : 生誕100年記念」（平塚市美術館、1998年4月25日 - 6月7日）[5]
- 「湘南と作家Ⅰ　井上三綱　線描と文字の芸術展」（平塚市美術館、2008年7月25日 - 9月28日）[6]
- 「受贈記念特別展　井上三綱―入生田のアトリエから―」（松永記念館、2012年8月4日 - 9月17日）[7]

## 出版物
- 『万葉画集』造形芸術社、1944年。
- 『井上三綱 : 画集』美術出版社、1959年6月。

## 備考
- 村上春樹の長編小説『騎士団長殺し』の登場する画家・雨田具彦（あまだともひこ）のモデルではないかと言われており、複数の新聞が記事にしている[1][8]。